# Арктичне нафтогазоконденсатне родовище
Арктичне нафтогазоконденсатне родовище — одне з родовищ півострова Ямал (Тюменська область Росії), входить у Західно-Сибірську нафтогазоносну провінцію.

## Опис
Розташоване за 390 км від Салехарда на півдні півострова Ямал. Родовище відкрите у 1968 році свердловиною № 1, пробуреною об'єднанням «Главтюменьгеологія». У його межах на глибинах від 664 до 2333 метри виявлені один газовий, один газоконденсатонафтовий та п'ять газоконденсатних покладів. Колектор — пісковики з лінзовидними вкрапленнями глин та вапняків.
Початкові запаси газу оцінюються в 315,6 млрд м³, конденсату в 4,8 млн т.
Станом на 2016 рік родовище не розробляється.